# روي غراي
روي غراي (بالإنجليزية: Roy Gray)‏ هو لاعب كرة قدم أسترالية أسترالي، ولد في 31 أكتوبر 1892، وتوفي في 7 أبريل 1933.

## وصلات خارجية
- روي غراي على موقع AustralianFootball.com (الإنجليزية)
- روي غراي على موقع AFLtables.com (الإنجليزية)